# Aceitada

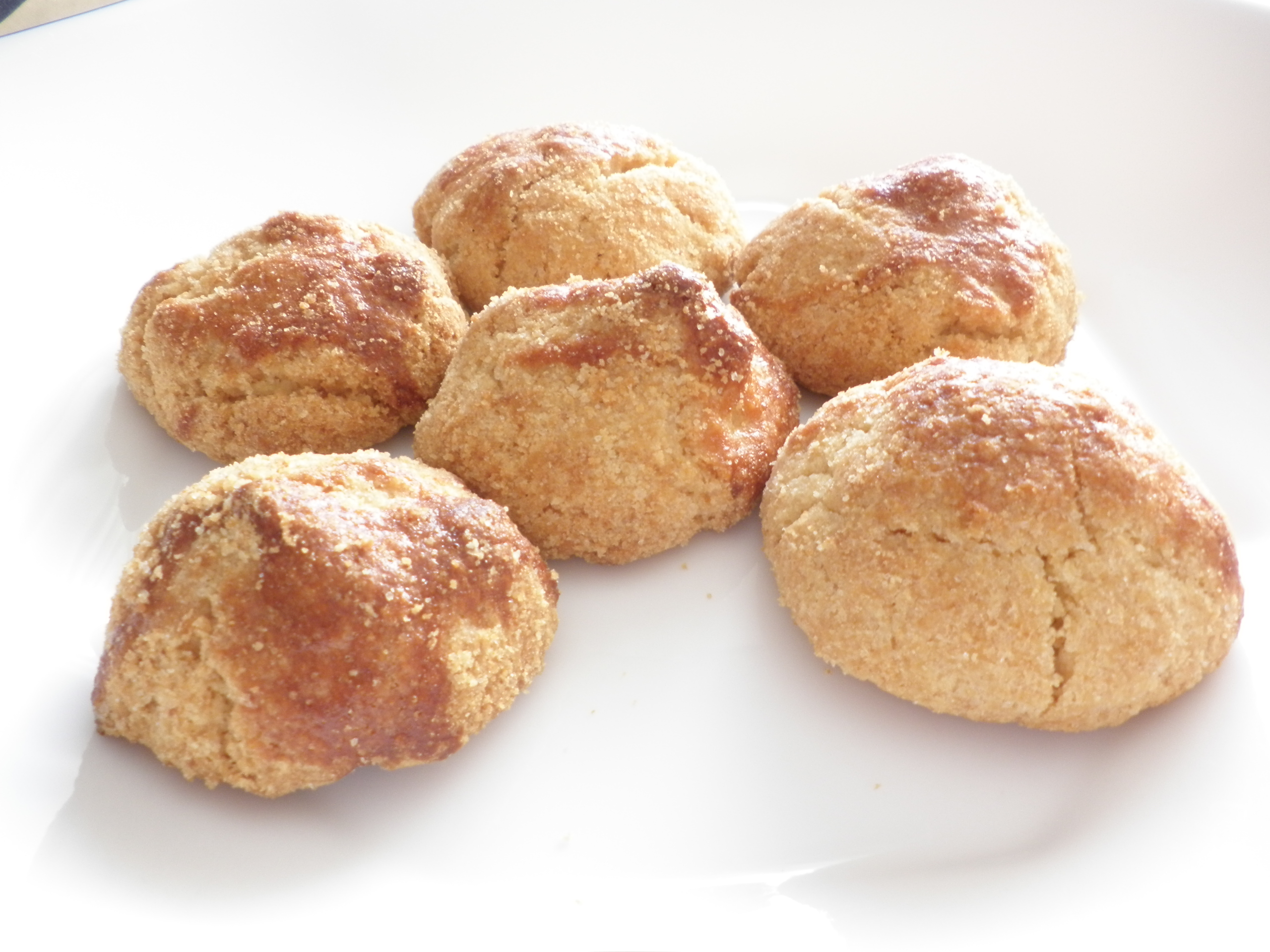
Aceitadas

Las aceitadas son un dulce típico artesano de Zamora que se confecciona en época de Semana Santa de Zamora. De forma circular, compacta y color tostado debido al baño al huevo. 

## Preparación
Sus ingredientes son: aceite, harina, azúcar, huevos enteros, yemas, esencia de anís y una copita también de anís. Suelen cocerse en hornos de panadería. Son de alto contenido graso y aporte calórico también alto.